# Hong Gil-dong (série télévisée)
Cet article concerne la série télévisée de 2008. Pour le dessin animé, voir Hong Gil-dong.
Hong Gil Dong (en coréen : 쾌도 홍길동) est une série télévisée sud-coréenne créée par les Sœurs Hong. Elle est diffusée du 2 janvier au 26 mars 2008 sur KBS2. 

## Postulat
Ce drama historique même comédie, romance et drame ; il comporte de nombreuses influences modernes et joue sur les anachronismes. Il fait référence à la légende de Hong Gildong, une sorte de Robin des Bois coréen, mais s'éloigne grandement du mythe original.

## Distribution
- Kang Ji-hwan : Hong Gil Dong
- Sung Yu-ri : Heo Yi Nok
- Jang Geun-suk : Lee Chang Hwi
- Kim Ri Na : Seo Eun Hye
- Kim Jae Seung : Hong In Hyeong, demi-frère de Hong Gil Dong
- Kil Yong Woo : Ministre Hong, père de Hong Gil Dong
- Choi Ran : Noh (dame)
- In Sung : Chi Soo, garde personnelle de Lee Chang Wee
- Jung Kyu Soo : Heo Noh In
- Jo Hui Bong : Lee Gwang Whee, le roi

### Sources
- (en) Cet article est partiellement ou en totalité issu de l’article de Wikipédia en anglais intitulé « Hong Gil-dong (TV series) » (voir la liste des auteurs).